# اینک بهشت
اینک بهشت (به عربی: الجنّة الآن؛ به انگلیسی: Paradise Now) فیلمی است محصول سال ۲۰۰۵، به نویسندگی و کارگردانی هانی ابو اسعد. فیلم در رابطه با دو مرد جوان فلسطینی است که قصد دارند در اسرائیل عملیات انتحاری انجام دهند.
اینک بهشت در سال ۲۰۰۶، در مراسم جایزه گلدن گلوب برنده جایزهٔ بهترین فیلم خارجی‌زبان شد. اینک بهشت همچنین در مراسم جایزه اسکار نامزد دریافت بهترین فیلم خارجی‌زبان بود.